# Großer Preis von Italien 1948

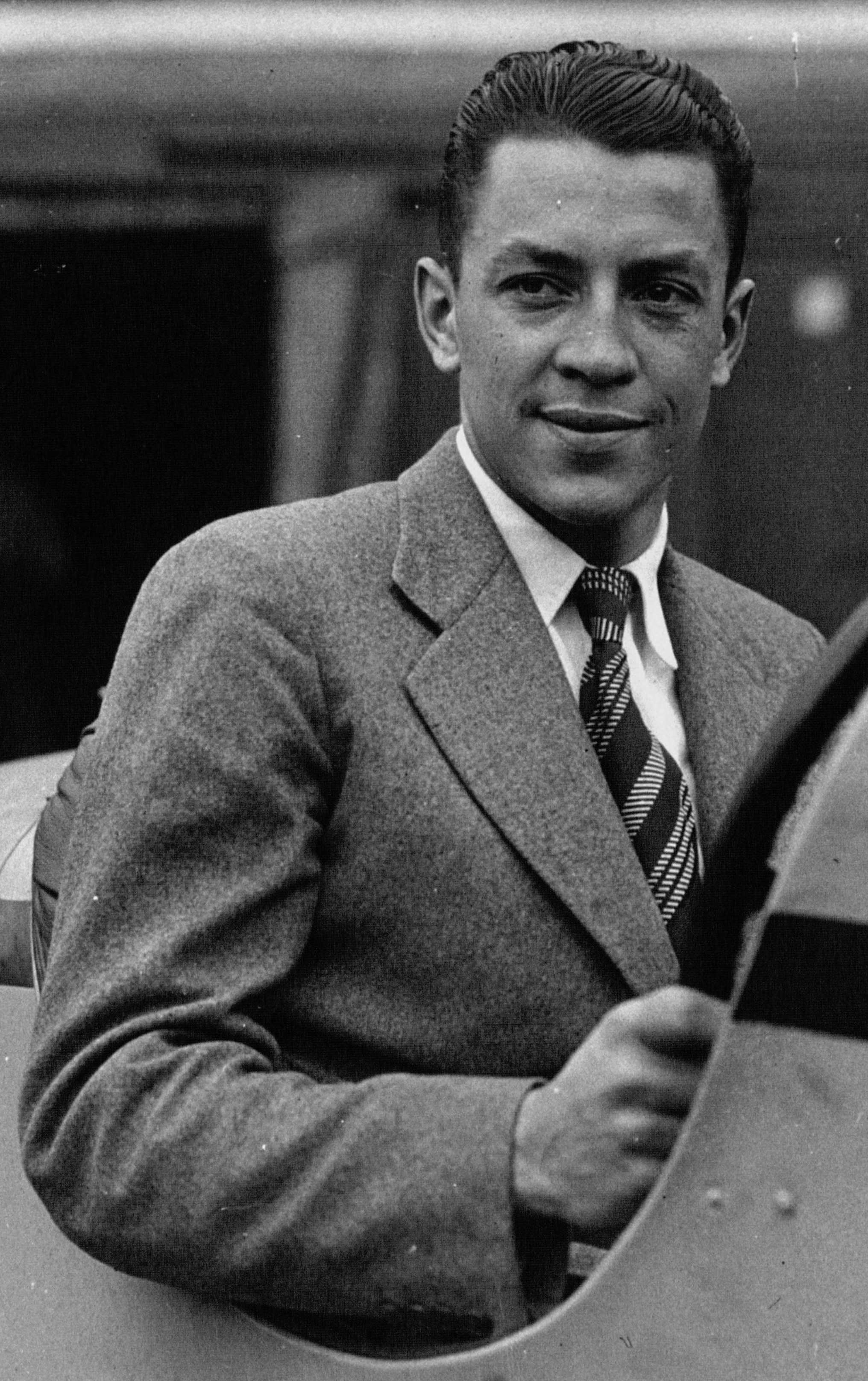
Sieger: Jean-Pierre Wimille (hier 1933)

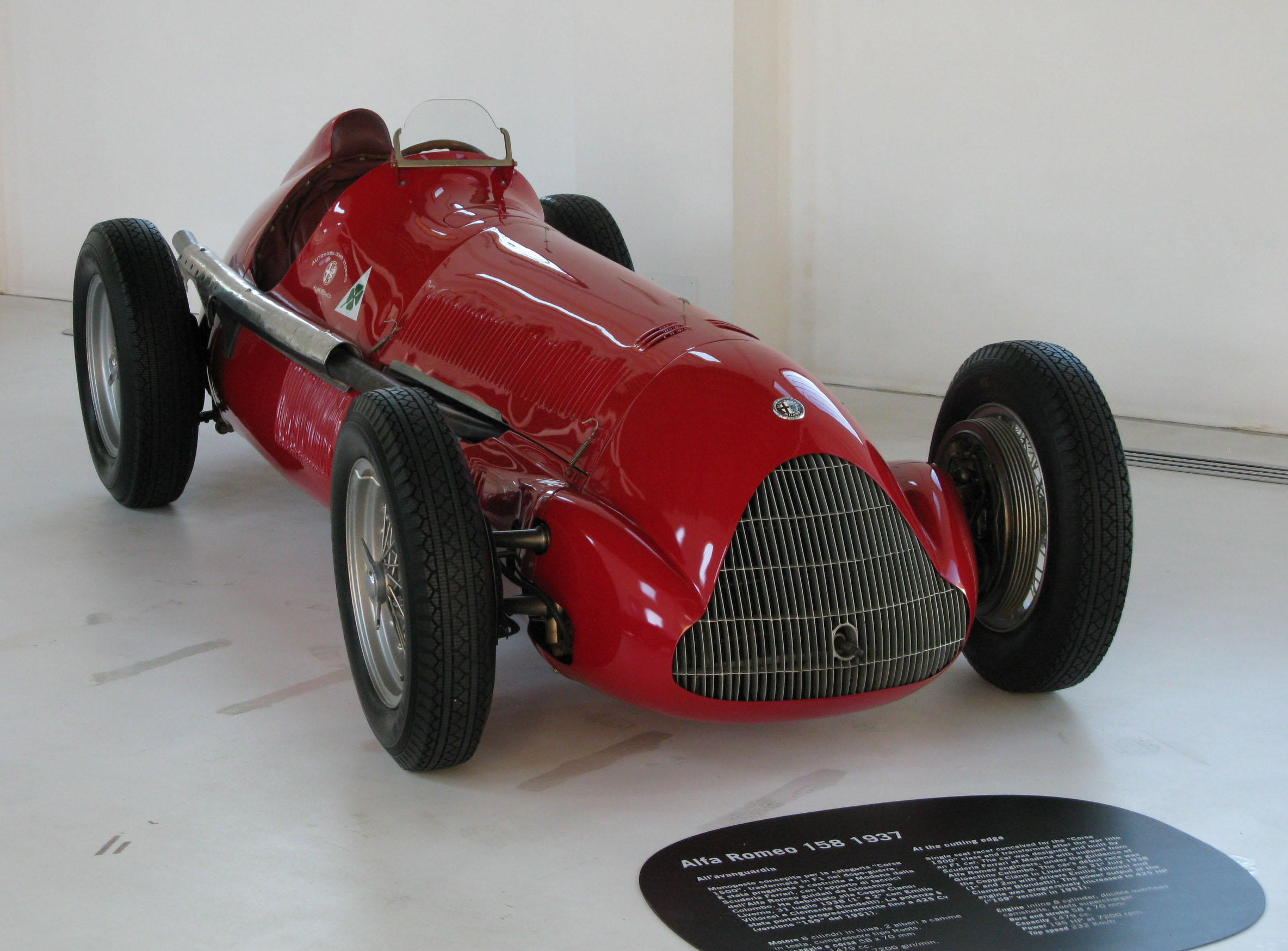
Siegerwagen: Alfa Romeo 158 hier in der Ausführung von 1938

Der XVIII. Große Preis von Italien fand am 5. September 1948 auf einer temporären Rennstrecke im Parco del Valentino von Turin statt. Das Rennen zur Kategorie der Grandes Épreuves und wurde nach den Bestimmungen der Internationalen Grand-Prix-Formel bzw. Formel 1 (Rennwagen bis 1,5 Liter Hubraum mit Kompressor bzw. bis 4,5 Liter Hubraum ohne Kompressor; Renndistanz mindestens 300 km bzw. mindestens drei Stunden Renndauer) über 75 Runden à 4,801 km ausgetragen, was einer Gesamtdistanz von 360,075 km entsprach.
Sieger wurde Jean-Pierre Wimille auf einem Alfa Romeo Tipo 158 „Alfetta“, der damit den letzten Erfolg seiner Karriere in einem offiziellen Internationalen Grand Prix erzielte.

## Rennen
1948 stand der italienische Automobilclub ACI erneut vor dem Problem, für seinen Grand Prix einen geeigneten Austragungsort finden zu müssen. Der im Vorjahr befahrene Stadtkurs rund um das Mailänder Messegelände hatte sich als wenig Grand-Prix-würdig erwiesen und zum Zeitpunkt der Verabschiedung des Rennkalenders war noch nicht absehbar, dass an der traditionellen Heimstätte des Großen Preises von Italien auf dem Autodrom von Monza bis zum Sommer die kriegsbedingten Schäden im Wesentlichen schon beseitigt sein würden. So fiel die Wahl schließlich auf den Parco del Valentino von Turin, wo bereits 1946 mit dem Gran Premio del Valentino eines der bedeutendsten Rennen der ersten Nachkriegssaison erfolgreich durchgeführt worden war.
Welchen Stellenwert der Automobilrennsport seitdem vor allem in Italien bereits wieder gewonnen hatte, wird auch darin deutlich, dass nicht weniger als 35 Meldungen für das Rennen eingingen, so dass sich die Teilnehmer zum ersten Mal in der Geschichte der Großen Preise anhand ihrer im Training erzielten Rundenzeiten für einen der nur 20 verfügbaren Startplätze qualifizieren mussten.
Keinerlei Probleme mit dieser Regelung hatte natürlich die sieggewohnte Mannschaft von Alfa Romeo, das die Rennen der Nachkriegszeit mit ihren übermächtigen „Alfettas“ bis dahin praktisch nach Belieben beherrscht hatte. Hinzu kam, dass das Krebsleiden von Stammfahrer Carlo Felice Trossi nach längerem Klinikaufenthalt zumindest so weit gelindert werden konnte, dass er in der Lage war, zusammen mit Teamkapitän Jean-Pierre Wimille und dem angestammten Testpilot Consalvo Sanesi wieder am Rennen teilzunehmen.
Trossis Rückkehr zu Alfa Romeo bewirkte außerdem, dass Alberto Ascari, der beim vorangegangenen Großen Preis von Frankreich bei als Ersatz für ihn eingesprungen war, nun wieder ins Maserati-Lager zurückkehrte, um an die Seite seines Freunds Luigi Villoresi das Rennen in einem der neuen Maserati 4CLT/48 der als halboffizielles Werksteam operierenden Scuderia Ambrosiana zu bestreiten. Drei weitere neue 4CLT/48 wurden außerdem von Franco Cortese sowie den Briten Reginald Parnell und Leslie Brooke gesteuert.
Mit großer öffentlicher Aufmerksamkeit wurde auch die Rückkehr der Scuderia Ferrari auf die Grand-Prix-Bühne bzw. der Einstieg als eigenständiger Hersteller von Rennwagen begleitet. Zwar war die Marke Ferrari auch bei den vorangegangenen Grandes Épreuves der Saison bereits immer wieder in den Teilnehmerlisten vertreten gewesen, dabei hatte es sich jedoch jeweils um privat eingesetzte Rennsportwagen vom Typ Ferrari 166SC „Inter“ gehandelt, die dank ihrer Ausführung mit freistehenden Rädern auch als Rennwagen verwendet werden konnten. In der Zwischenzeit hatte jedoch der nach dem Krieg von Alfa Romeo zu Ferrari gewechselte Chefkonstrukteur Gioacchino Colombo mit dem Ferrari 125 auch den ersten „echten“ Formel-1-Rennwagen für Ferrari entwickelt, der in Turin zum ersten Mal in drei Exemplaren zum Einsatz kommen sollte. Mangels eigener Stammfahrer verpflichtete das neue Team die mehr oder weniger zufällig gerade verfügbaren Giuseppe Farina, der zu Beginn der Saison bereits den Großen Preis von Monaco für Maserati gewonnen hatte, sowie neben Grand-Prix-Veteran Raymond Sommer auch den siamesischen Fahrer Prinz Bira, der sich als Abkömmling des thailändischen Königshauses ebenfalls vor dem Krieg bereits einen Namen als Voiturette-Fahrer gemacht hatte. Sowohl dem Team wie auch den Piloten mangelte es jedoch an Erfahrung mit dem neuen Rennwagen, so dass zum Beispiel Farina im Vorfeld des Rennens nächtliche Testfahrten auf der noch nicht abgesperrten Grand-Prix-Strecke durchführte. Schnell stellte sich jedoch heraus, dass es dem vergleichsweise einfach konstruierten 1,5-Liter-V12-Motor mit nur einfacher Kompressoraufladung nicht nur an Leistung fehlte, um für Alfa Romeo bereits eine ernsthafte Herausforderung darzustellen, sondern dass das der, nicht zuletzt zwecks Optimierung des Leistungsgewichts, extrem kurz gewählte Radstand und die schmaler Spur auch eine problematische Straßenlage zur Folge hatten.
Noch geringere Erfolgsaussichten hatten schließlich noch die vier Lago-Talbot-Piloten, von denen Philippe Étancelin, Louis Rosier und Gianfranco Comotti bereits über aktuelle Nachkriegsmodelle Talbot T26C verfügten, während Louis Chiron weiterhin mit seinem „Monoplace-Centrale“-Prototyp aus der Vorkriegszeit vorlieb nehmen musste. Die französischen Rennwagen mit ihren 4,5-Liter-Sechszylinder-Saugmotoren konnten dabei allenfalls durch Standfestigkeit und ihren geringen Treibstoffverbrauch punkten.
Während sich die Alfa-Romeo-Piloten Wimille und Trossi bei nassen Verhältnissen im Training beinahe mühelos die besten Startplätze sicherten, spielten sich am anderen Ende des Teilnehmerfelds einige Dramen ab. Insbesondere die notorisch unorganisierte Mannschaft der Scuderia Milan war ohne Regenreifen für die vier älteren und in technisch beklagenswertem Zustand befindlichen Maserati 4CL angereist, so dass von vorneherein keinerlei Aussichten bestanden, sich für das Rennen zu qualifizieren. Zuvor hatte der Veranstalter bereits den Ferrari 166 SC von Ferdinando Righetti als Zweisitzer von der Teilnahme ausgeschlossen und mit der gleichen Begründung wurde auch dem Franzosen Charles Pozzi mit seinem Talbot T26SS die Teilnahme am Rennen verweigert, obwohl dieser zuvor eine zur Qualifikation ausreichende Trainingszeit erzielt hatte. Durch nachdrücklichen Protest – Pozzi schlug sein Zelt daraufhin direkt vor der Tür des Gebäudes des Turiner Automobilclubs auf – gelang es ihm immerhin noch, seinen Anspruch auf Auszahlung des Startgelds durchzusetzen, bevor er ebenso unverrichteter Dinge die Heimreise wieder antrat, wie der Brite John Gordon, dessen Transporter auf der Anfahrt am San-Bernardino-Pass zusammengebrochen war und der deswegen die Fahrt mit seinem ERA-Rennwagen auf eigener Achse fortsetzte, lediglich um dann 20 Minuten nach Trainingsende in Turin einzutreffen.
Zum Bedauern des Veranstalters herrschte auch am Renntag strömender Regen, so dass nur ganze 26.000 Zuschauer den Weg an die Strecke fanden und der ACI die Veranstaltung mit einem finanziellen Defizit abschließen musste. Aber auch für die Fahrer stellten die nassen Bedingungen eine große Herausforderung dar. Davon unbeeindruckt zog Wimille mit seinem Alfetta vom Start weg unwiderstehlich davon, während sich hinter ihm zwischen Sommer (Ferrari) und Villoresi (Maserati) bald ein sich fast das gesamte Rennen hindurchziehender Zweikampf entwickelte, in dem der Italiener erst im letzten Renndrittel durch einen schnelleren Boxenstopp einen Vorteil gewinnen konnte. Ascari mit seinem Maserati – trotz Regens ohne Rennbrille unterwegs – konnte dagegen dem Tempo nicht ganz folgen, ebenso wie auch die beiden Alfa-Romeo-Piloten Trossi (krankheitsbedingt) und Sanesi kontinuierlich an Boden verloren. Das Ferrari-Trio Sommer, Farina und Prinz Bira konnten dagegen überraschenderweise die Positionen drei bis fünf lange Zeit behaupten, bis der Italiener in der zweiten Rennhälfte durch Unfall und der siamesische Prinz wenige Runden vor Schluss mit gebrochenem Schalthebel ausschieden. Sommer konnte dagegen in den letzten Runden trotz der nachlassenden Bremsen seines Ferraris den Rückstand auf Villoresi noch einmal bis auf wenige Wagenlängen verkürzen, doch konnte dieser mit seinem nur noch auf drei Zylinder laufenden Maserati seinen zweiten Platz gerade noch so durch den Umstand retten, dass Sommer gerade in dem Moment ein weiteres Mal von Wimille überrundet wurde, als das Trio die Ziellinie überquerte.

## Meldeliste
| Team                                | Nr. | Fahrer                  | Info  | Chassis                              | Motor                                | Reifen |
| ----------------------------------- | --- | ----------------------- | ----- | ------------------------------------ | ------------------------------------ | ------ |
| Écurie Lutetia                      | 02  | Charles Pozzi           | EXC a | Talbot-Lago T150C/T26SS „Spéciale“   | Talbot-Lago T26 4.5L I6              |        |
| Écurie Lutetia                      | 50  | Eugène Chaboud          |       | Delahaye 135S „Spéciale“             | Delahaye 4.5L I6                     |        |
| Écurie Mundia Course                | 04  | „Raph“                  | DNA   | Talbot-Lago T26C                     | Talbot-Lago T26 4.5L I6              |        |
| Alfa Corse                          | 06  | Consalvo Sanesi         |       | Alfa Romeo 158                       | Alfa Romeo 1.5L I8 Kompressor        |        |
| Alfa Corse                          | 46  | Carlo Felice Trossi b   |       | Alfa Romeo 158                       | Alfa Romeo 1.5L I8 Kompressor        |        |
| Alfa Corse                          | 52  | Jean-Pierre Wimille     |       | Alfa Romeo 158                       | Alfa Romeo 1.5L I8 Kompressor        |        |
| R. Parnell                          | 08  | Reg Parnell             |       | Maserati „4CLT/48“ c                 | Maserati 4CL 1.5L I4 Kompressor      |        |
| Équipe Simca-Gordini                | 10  | Yves Giraud-Cabantous   |       | Simca-Gordini T15                    | Simca-Gordini 1.4L I4                |        |
| Équipe Simca-Gordini                | 32  | Robert Manzon           |       | Simca-Gordini T15                    | Simca-Gordini 1.4L I4                |        |
| Scuderia Automobilistica Spagnola d | 12  | Juan Jover              | DNQ e | Maserati 4CL                         | Maserati-Speluzzi 1.5L I4 Kompressor |        |
| Scuderia Automobilistica Spagnola d | 30  | Paco Godia              | DNQ e | Maserati 4CL                         | Maserati 4CL 1.5L I4 Kompressor      |        |
| Scuderia Milan                      | 14  | Clemar Bucci            | DNQ e | Maserati 6CM                         | Maserati 4CL 1.5L I4 Kompressor      |        |
| Scuderia Milan                      | 24  | Nello Pagani            | DNQ e | Maserati 6CM                         | Maserati 4CL 1.5L I4 Kompressor      |        |
| L. Platé                            | 16  | Mario Lietti            | DNQ   | Platé-Talbot „Speziale“              | Talbot 1.5L I8 Kompressor            |        |
| Scuderia Dimiex                     | 18  | Dioscoride Lanza        | DNQ   | Maserati 4CL(T) f                    | Maserati 4CL 1.5L I4 Kompressor      |        |
| Écurie Genève                       | 20  | Richard Ramseyer        | DNQ   | Maserati 4CM                         | Maserati 1.5L I4 Kompressor          |        |
| F. Rol                              | 22  | Franco Rol              | DNA   | Fahrzeug nicht benannt               |                                      |        |
| P. Étancelin                        | 26  | Philippe Étancelin      |       | Talbot-Lago T26C                     | Talbot-Lago T26 4.5L I6              |        |
| Scuderia Ferrari                    | 28  | Raymond Sommer          |       | Ferrari 125 GPC                      | Ferrari 125 1.5L V12 Kompressor      |        |
| Scuderia Ferrari                    | 36  | Giuseppe Farina         |       | Ferrari 125 GPC                      | Ferrari 125 1.5L V12 Kompressor      |        |
| Scuderia Ferrari                    | 68  | „B. Bira“               |       | Ferrari 125 GPC                      | Ferrari 125 1.5L V12 Kompressor      |        |
| Scuderia Ambrosiana                 | 38  | Alberto Ascari g        |       | Maserati „4CLT/48“                   | Maserati 4CL 1.5L I4 Kompressor      |        |
| Scuderia Ambrosiana                 | 40  | Luigi Villoresi         |       | Maserati „4CLT/48“                   | Maserati 4CL 1.5L I4 Kompressor      |        |
| L. Brooke                           | 42  | John Gordon             | DNA h | ERA B-Type                           | ERA 1.5L I6 Kompressor               |        |
| Écurie France                       | 44  | Louis Chiron            |       | Talbot-Lago T26 „Monoplace Centrale“ | Talbot-Lago T26 4.5L I6              |        |
| Écurie Rosier                       | 48  | Louis Rosier            |       | Talbot-Lago T26C                     | Talbot-Lago T26 4.5L I6              |        |
| Scuderia E. Platé                   | 54  | Emmanuel de Graffenried |       | Maserati 4CL(T)                      | Maserati 4CL 1.5L I4 Kompressor      |        |
| Officine A. Maserati                | 56  | Leslie Brooke i         |       | Maserati „4CLT/48“                   | Maserati 4CL 1.5L I4 Kompressor      |        |
| Officine A. Maserati                | 64  | Franco Cortese          |       | Maserati „4CLT/48“                   | Maserati 4CL 1.5L I4 Kompressor      |        |
| L. Grolla                           | 58  | Lamberto Grolla         | DNQ   | Cisitalia D46                        | Fiat 1.4L I4                         |        |
| G. Comotti                          | 60  | Gianfranco Comotti      |       | Talbot-Lago T26C                     | Talbot-Lago T26 4.5L I6              |        |
| F. Righetti                         | 62  | Ferdinando Righetti     | EXC j | Ferrari 166 Spyder Corsa/„Inter“     | Ferrari 166 2.0L V12                 |        |
| L. Arrigoni                         | 66  | Lorenzo Arrigoni        | DNA   | Fahrzeug nicht benannt k             |                                      |        |
| F. Landi                            | 70  | Piero Taruffi           |       | Maserati 4CL(T)                      | Maserati 4CL 1.5L I4 Kompressor      |        |

## Klassifikation

### Startaufstellung
| 4                    | 3                           | 2                  | 1                  |
| -------------------- | --------------------------- | ------------------ | ------------------ |
| Sommer 2:20,4 min    | Villoresi 2:20,2 min        | Trossi 2:18,4 min  | Wimille 2:16,6 min |
| 8                    | 7                           | 6                  | 5                  |
| Chiron 2:27,0 min    | Ascari 2:23,5 min           | Farina 2:23,0 min  | Sanesi 2:21,6 min  |
| 12                   | 11                          | 10                 | 9                  |
| Cortese 2:30,2 min   | de Graffenried 2:29,0 min   | Comotti 2:28,1 min | Parnell 2:27,5 min |
| 16                   | 15                          | 14                 | 13                 |
| Étancelin 2:32,4 min | „B. Bira“ 2:31,5 min        | Rosier 2:31,0 min  | Taruffi 2:30,8 min |
| 20                   | 19                          | 18                 | 17                 |
| Chaboud 2:41,8 min   | Giraud-Cabantous 2:39,8 min | Brooke 2:36,4 min  | Manzon 2:33,2 min  |

## Rennergebnis
| Pos. | Nr. | Fahrer                                | Konstrukteur | Runden | Zeit        | Ausfallgrund                        |
| ---- | --- | ------------------------------------- | ------------ | ------ | ----------- | ----------------------------------- |
| 1    | 52  | Jean-Pierre Wimille                   | Alfa Romeo   | 75     | 3:10.42,4 h |                                     |
| 2    | 40  | Luigi Villoresi                       | Maserati     | 74     | + 01 Runde  |                                     |
| 3    | 28  | Raymond Sommer                        | Ferrari      | 74     | + 02 Runden |                                     |
| 4    | 28  | Alberto Ascari                        | Maserati     | 72     | + 03 Runden |                                     |
| 5    | 8   | Reg Parnell                           | Maserati     | 72     | + 03 Runden |                                     |
| 6    | 48  | Louis Rosier                          | Talbot-Lago  | 70     | + 05 Runden |                                     |
| 7    | 60  | Gianfranco Comotti                    | Talbot-Lago  | 70     | + 05 Runden |                                     |
| 8    | 26  | Philippe Étancelin                    | Talbot-Lago  | 69     | + 06 Runden |                                     |
| 9    | 54  | Toulo de Graffenried                  | Maserati     | 67     | + 08 Runden |                                     |
| 10   | 50  | Eugène Chaboud                        | Delahaye     | 67     | + 08 Runden |                                     |
| 11   | 56  | Leslie Brooke                         | Maserati     | 67     | + 08 Runden |                                     |
| DNF  | 68  | „B. Bira“                             | Ferrari      | 66     |             | Getriebe / Schaltung                |
| DNF  | 46  | Carlo Felice Trossi / Consalvo Sanesi | Alfa Romeo   | 53     |             | Kompressor                          |
| DNF  | 36  | Giuseppe Farina                       | Ferrari      | 51     |             | Unfall                              |
| DNF  | 6   | Consalvo Sanesi                       | Alfa Romeo   | 42     |             | Unfall                              |
| DNF  | 70  | Piero Taruffi                         | Maserati     | 41     |             | Ventile                             |
| DNF  | 44  | Louis Chiron                          | Talbot-Lago  | 41     |             | Zylinderkopfdichtung / Benzinpumpe? |
| DNF  | 10  | Yves Giraud-Cabantous                 | Gordini      | 40     |             | Motor                               |
| DNF  | 64  | Franco Cortese                        | Maserati     | 12     |             | Motor                               |
| DNF  | 32  | Robert Manzon                         | Gordini      | 9      |             | Motor                               |

Schnellste Rennrunde:  Jean-Pierre Wimille (Alfa Romeo), 2:22,4 min = 112,36 km/h